# João Carlos de Abreu Pimenta
João Carlos Tello Baptista de Abreu Pimenta  (Lagos, 10 de Agosto de 1926 - Lagos, 20 de Outubro de 1999), foi um engenheiro e escritor português.

## Biografia

### Nascimento e educação
Nasceu em 10 de Agosto de 1926, na cidade de Lagos, filho de José de Abreu Pimenta e de Maria Isabel Tello Baptista de Abreu Pimenta.
Depois de concluir os seus primeiros estudos em Lagos, frequentou o Colégio Infante de Sagres, em Lisboa. Em seguida, foi aluno na Escola Politécnica de Lisboa e da Faculdade de Engenharia da Universidade do Porto, tendo-se formado em engenharia mecânica.

### Carreira profissional e artística
Exerceu principalmente como engenheiro, tendo realizado vários estágios na Europa e África. Residiu em Lisboa entre 1957 e 1975, período durante o qual escreveu para em revistas técnicas e em traduções. Em 1975, mudou-se para Paris por motivos profissionais, embora tenha passado a maior parte do tempo em viagens pelo continente Americano. Foi nesta altura que começou a escrever romances, tendo colaborado igualmente numa revista sul-americana.
Fixou-se em Lagos em 1986, tendo começado pouco depois a participar no jornal Farol do Sul. Nesta altura, também principiou a sua participação no Congresso do Algarve, e a realizar comunicações em congressos e encontros, sobre a temática dos Descobrimentos portugueses. Também colaborou na revista Nova Costa de Oiro e no Jornal de Lagos.
Ganhou vários prémios no âmbito dos Jogos Florais, nas categorias de conto e reportagem.

### Casamento e morte
Em 1955, casou com Lydie Nine Beregovoi de Abreu Pimenta.
Faleceu no Hospital de Lagos, em 20 de Outubro de 1999, após doença prolongada.

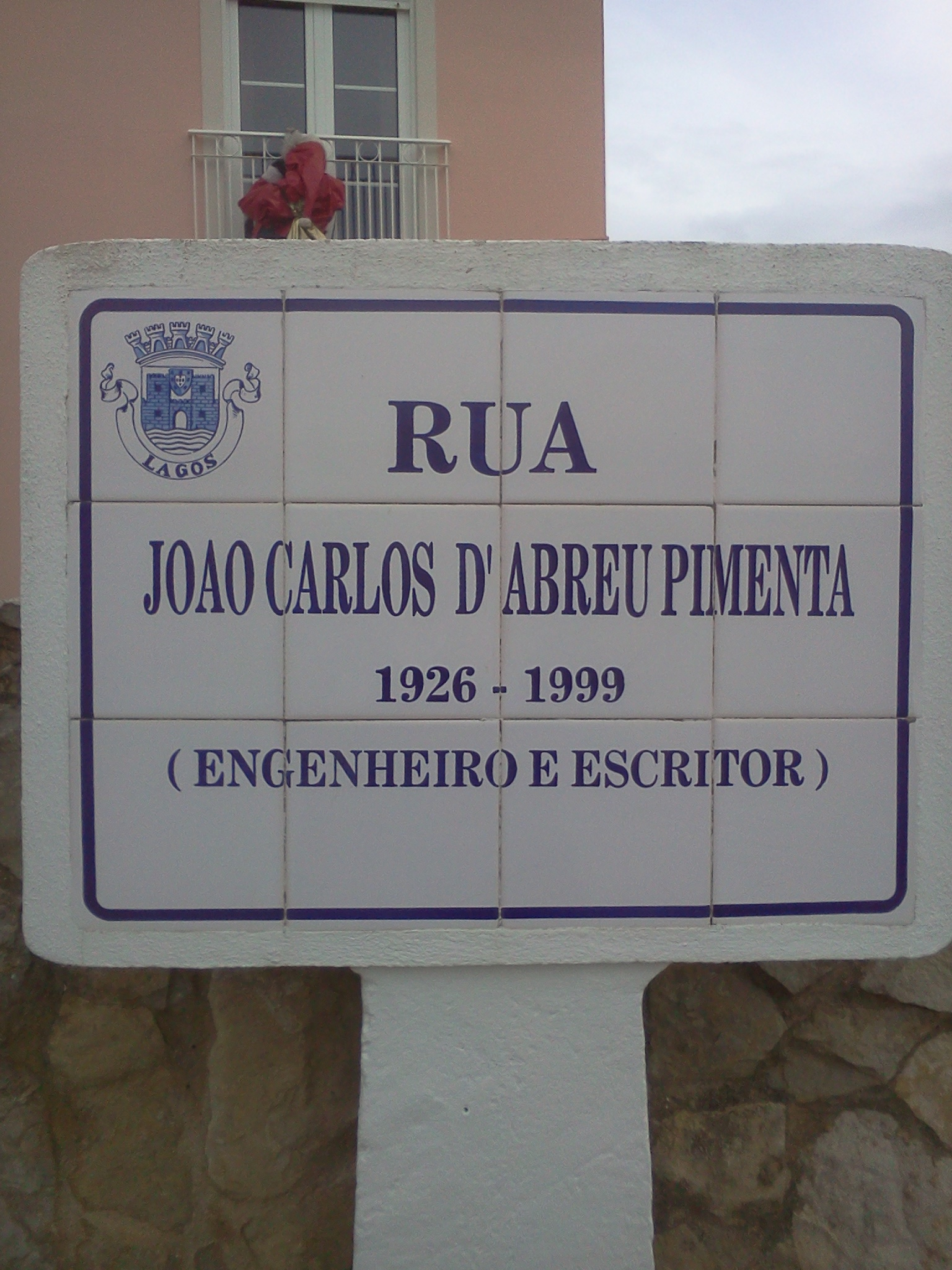
Placa toponímica da Rua João Carlos de Abreu Pimenta, em Lagos.

## Homenagens
No dia 7 de Maio de 2003, a autarquia de Lagos colocou o nome de João Carlos d'Abreu Pimenta numa rua da cidade.

## Obras publicadas
- Concurso internacional: romance (1987)
- Em busca de ilusões: romance (1989)
- Gentes de Lagos (1994)
- Lagos um Certo Tempo (1998)
- Tolentino Venâncio: grande industrial (1999)